# Джон Туелв Хокс
Джон Туелв Хокс (на английски: John Twelve Hawks), записван също като J12H / JXIIH, е псевдоним на американски писател на бестселъри в жанра трилър и научна фантастика, който не разкрива истинската си самоличност.

## Биография и творчество
Той комуникира с помощта на интернет и непроследим телефон и никога не се е срещал с редактора си.
Джон Туелв Хокс живее със семейството си в Ню Йорк, Берлин и селските райони на Ирландия.

## Произведения

### Самостоятелни романи
- Spark (2014)

### Серия „Четвъртият свят“ (Fourth Realm)
1. Странникът, The Traveller (2005)
2. Тъмната река, The Dark River (2007)
3. Златният град, The Golden City (2009)

### Новели
- How We Live Now (2005)

### Документалистика
- Against Authority: Freedom and the Rise of the Surveillance States (2014)